# Gene-Targeting
Als Gene-Targeting (englisch gene targeting, deutsch auch Gentargeting, gezielte Genmodifikation) wird in der Genetik eine Technik bezeichnet, die die homologe Rekombination ausnutzt, um ein endogenes Gen zu verändern. Die Methode kann verwendet werden, um ganze Gene oder Exons zu deletieren, andere Genmutationen oder neue codierende Sequenzen einzuführen. Gene-Targeting kann permanent sein, aber auch konditionell reguliert, von gewissen Bedingungen abhängig, induziert werden. Die Bedingungen können zeitabhängig von dem Entwicklungsstadium, oder auch abhängig vom Gewebe sein. Dabei bedarf es der Schaffung eines spezifischen Vektors für jedes Gen, das in Frage kommt (Targeting-Vektor). Gene-Targeting kann für jedes Gen angewendet werden, unabhängig von der Transkriptionsaktivität oder der Gengröße. Mario R. Capecchi, Martin J. Evans und Oliver Smithies erhielten 2007 den Nobelpreis für Physiologie und Medizin für ihre „Entdeckungen zu den Grundlagen zur Herbeiführung spezifischer Genmodifikationen in Mäusen mit Hilfe embryonaler Stammzellen“.

## Methode
Gene-Targeting-Methoden hängen vom Modellorganismus ab. Bei Genen in Mäusen sind – grob gesprochen – folgende Schritte notwendig (siehe auch unter Knockout-Maus): die Schaffung eines Zielkonstrukts aus DNA, das in Bakterien amplifiziert wird – dieses enthält typischerweise einen Teil des Gens, das getroffen werden soll, einen selektierbaren Marker und häufig ein Reportergen. Anschließend wird dieses Konstrukt in embryonale Stammzellen eingebracht, die in einer Zellkultur herangezogen werden. Nachdem die Zellen mit der richtigen Insertion durch Selektion und Analyse mittels Southern Blot Analyse oder PCR ausgewählt worden sind, können sie verwendet werden, um zu dem Gewebe einer Maus beizutragen, indem sie einem Embryo injiziert werden. Anhand der Fellfarbe werden chimäre Mäuse zur Züchtung ausgewählt. Wenn die modifizierten Zellen an der Keimbahn teilhaben, entstehen bei der Verpaarung mit Wildtyptieren heterozygote Tiere, in denen ein Allel die Genveränderung trägt. Nach mehreren Rückkreuzungen auf einen geeigneten Stamm werden heterozygote Tiere miteinander gekreuzt. In Übereinstimmung mit den Mendelschen Regeln werden Nachkommen erwartet die das Wildtypgenom, bzw. heterozygot oder homozygot für das veränderte Allel sind.
Mit der Entwicklung der Genome Editing mittels sequenzspezifischer Designer-Nukleasen, insbesondere der CRISPR/Cas-Methode, wurde die oben beschriebene aufwendige Methode weitgehend durch die direkte schnellere und effiziente Genmanipulation in Embryonen ersetzt.
Um Gene gezielt in Moosen zu verändern (siehe auch Knockout-Moos), wird dieses DNA-Konstrukt mit Protoplasten und mit Polyethylenglykol inkubiert. Da Moose haploide Organismen sind, können regenerierende Moosfilamente (Protonemen) direkt auf Gene-Targeting überprüft werden, so zum Beispiel innerhalb von nur 6 Wochen mithilfe von PCR-Methoden. Anders als bei Gefäßpflanzen ist dieses Verfahren der reversen Genetik bei dem Laubmoos Physcomitrella patens so effizient wie bei Hefen.
Die konditionell regulierte Veränderung der DNA erfolgt z. B. durch das Cre/loxP-System oder durch das Flp/FRT-System (RMCE-Kassettenaustauschverfahren).

## Vergleich mit Gene-Trapping
Gene-Trapping beruht auf der zufälligen Integration einer veränderten Nukleotidsequenz ins Genom, während beim Gene-Targeting die veränderte Nukleotidsequenz in eine spezifische Region ins Genom integriert wird.